# Václav Vonášek
Václav Vonášek (* 1980) je český kontrafagotista. Jeho manželkou je houslistka Jana Vonášková-Nováková.
Studoval na Konzervatoři v Plzni, Hudební fakultě AMU v Praze a rok na Royal College of Music v Londýně. Byl členem České filharmonie a od roku 2006 spolupracuje se souborem Barocco sempre giovane. V současnosti působí jako kontrafagotista Berlínských filharmoniků.

## Ocenění
- 1. cena v Česko Slovenské soutěži Talent roku v roce 2002, jejíž součástí bylo roční stipendium na Royal College of Music v Londýně.
- 2. cena a Cena Českého hudebního fondu za nejlepší provedení české soudobé skladby na Pražském jaru 2002
- 1. cena v soutěži International Double Reed Society v Melbourne 2004
- Vítěz soutěže v polské Lodži 2005
- V listopadu 2005 mu byla udělena Cena ministryně školství, mládeže a tělovýchovy za vynikající studijní výsledky
- 3. cena z mezinárodní soutěže ARD v Mnichově (2008)
- 1. cena a titul laureáta z 61. ročníku soutěže Pražského jara 2009